# Antipodien
Antipodien är en prosabok av Artur Lundkvist utgiven 1971.
Boken har undertiteln "enkla anteckningar, tvetydiga berättelser" och är ett av Lundkvists många genreöverskridande verk. Boken inleds och avslutas med en realistisk skildring av en båtresa till Australien. Däremellan finns intryck av resor på den australiska kontinenten, skildringar av möten med urbefolkningen och deras tro på drömtid och ett essäistiskt avsnitt om australiska myter i konst. 
Men boken rymmer också flera fiktiva berättelser, bland annat novellen Hyperboreas som är inspirerad av en resa som Pytheas sägs ha gjort omkring 340 f.Kr. för att finna det mytomspunna Hyperboreas.